# John Christopher Willis
John Christopher Willis FRS (20 de febrero de 1868 - 21 de marzo de 1958) fue un botánico inglés.
Nace en Liverpool, y fue educado en el "University College", de Liverpool y en el "Gonville & Caius College, de Cambridge. En 1896 es contratado como director del Reales Jardines Botánicos, de Peradeniya, Ceilán (hoy Sri Lanka) hasta 1912 cuando es designado director del Jardín Botánico de Río de Janeiro.
Retornó a Cambridge en 1915, y posteriormente vivió en Suiza.

## Honores
Fue elegido miembro de la Sociedad linneana de Londres en 1897, y miembro de la Royal Society en 1919.
En 1958 falleció y fue póstumamente galardonado con la medalla Darwin-Wallace por la Sociedad linneana de Londres.
- La abreviatura «Willis» se emplea para indicar a John Christopher Willis como autoridad en la descripción y clasificación científica de los vegetales.[2]